# هادسون فالس (نيويورك)
هادسون فالس (بالإنجليزية: Hudson Falls, New York)‏ هي منطقة سكنية تقع في الولايات المتحدة في مقاطعة واشنطن، نيويورك. يقدر عدد سكانها بـ 6,927 نسمة ومساحتها 4.9 كم2 وترتفع عن سطح البحر 90 متر.

## التركيبة السكانية
حدّد مكتب تعداد الولايات المتحدة بيانات التركيبة السكانية لهادسون فالس في تعداد الولايات المتحدة. في ما يلي، التركيبة السكانية حسب تعدادي 2000 و2010.

### تعداد عام 2000
بلغ عدد سكان هادسون فالس 6,927 نسمة بحسب تعداد عام 2000، وبلغ عدد الأسر 2,876 أسرة وعدد العائلات 1,760 عائلة مقيمة في القرية. في حين سجلت الكثافة السكانية 1,391 نسمة لكل كيلومتر مربع (3,602.7/ميل2). وبلغ عدد الوحدات السكنية 3,120 وحدة بمتوسط كثافة قدره 626.5 لكل كيلومتر مربع (1,622.6/ميل2).
وتوزع التركيب العرقي للقرية بنسبة 97.91% من البيض و0.45% من الأمريكيين الأفارقة و0.22% من الأمريكيين الأصليين و0.25% من الأمريكيين ذوي الأصول الآسيوية و0.16% من الأعراق الأخرى و1.02% من عرقين مختلطين أو أكثر و0.68% من الهسبانيون أو اللاتينيون من أي عرق.
بلغ عدد الأسر 2,876 أسرة كانت نسبة 34.4% منها لديها أطفال تحت سن الثامنة عشر تعيش معهم، وبلغت نسبة الأزواج القاطنين مع بعضهم البعض 40.7% من أصل المجموع الكلي للأسر، ونسبة 15.5% من الأسر كان لديها معيلات من الإناث دون وجود شريك، بينما كانت نسبة 5% من الأسر لديها معيلون من الذكور دون وجود شريكة وكانت نسبة 38.8% من غير العائلات. تألفت نسبة 32% من أصل جميع الأسر من عدة أفراد يعيشون في نفس المنزل ونسبة 13.7% كانت تتألف من شخص يعيش بمفرده يبلغ من العمر 65 عاماً أو أكثر. وبلغ متوسط حجم الأسرة المعيشية 2.37، أما متوسط حجم العائلات فبلغ 2.95.
بلغ العمر الوسطي للسكان 35.7 عاماً. وكانت نسبة 25.2% من القاطنين تحت سن الثامنة عشر، وكانت نسبة 8.8% بين الثامنة عشر والرابعة والعشرين عاماً، ونسبة 30% كانت واقعةً في الفئة العمرية ما بين الخامسة والعشرين والرابعة والأربعين عاماً، ونسبة 20.1% كانت ما بين الخامسة والأربعين والرابعة والستين، ونسبة 14.4% كانت ضمن فئة الخامسة والستين عاماً فما فوق. يوجد لكل 100 أنثى 88.4 ذكر، ويوجد لكل 100 أنثى في الثامنة عشر من عمرها فما فوق 83.6 ذكر.
بلغ متوسط دخل الأسرة في القرية 31,516 دولارًا، أما متوسط دخل العائلة فبلغ 37,628 دولارًا. وكان متوسط دخل الذكور 31,107 دولارًا مقابل 21,215 دولارًا للإناث. وسجل دخل الفرد الخاص بالقرية 17,575 دولارًا. وكانت نسبة 12.8% من العائلات ونسبة 17.2% من السكان تحت خط الفقر، وكان من هؤلاء نسبة 30.7% تحت سن الثامنة عشر ونسبة 6.3% في الخامسة والستين من العمر وما فوق.

## معرض صور

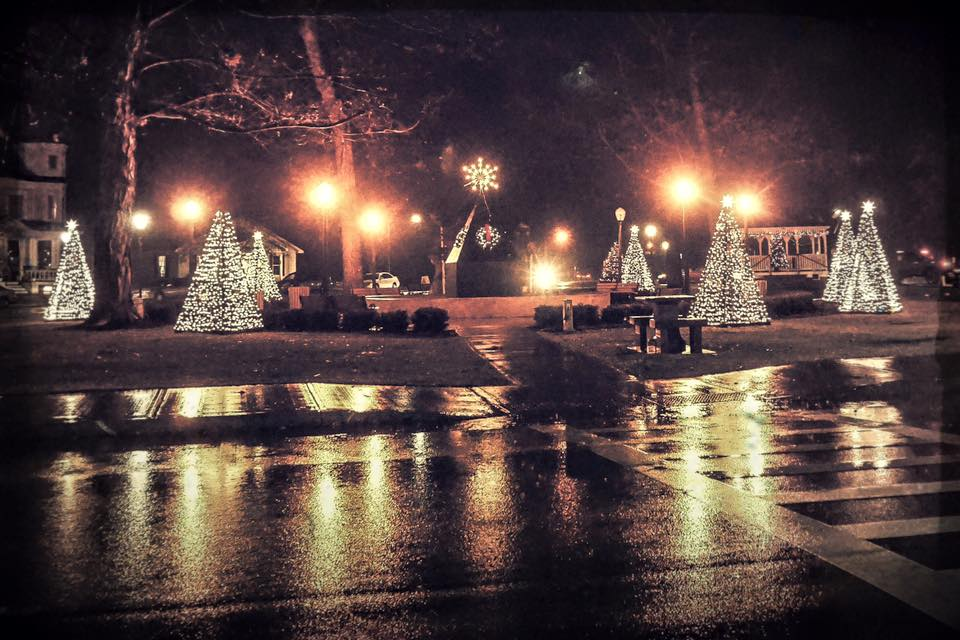
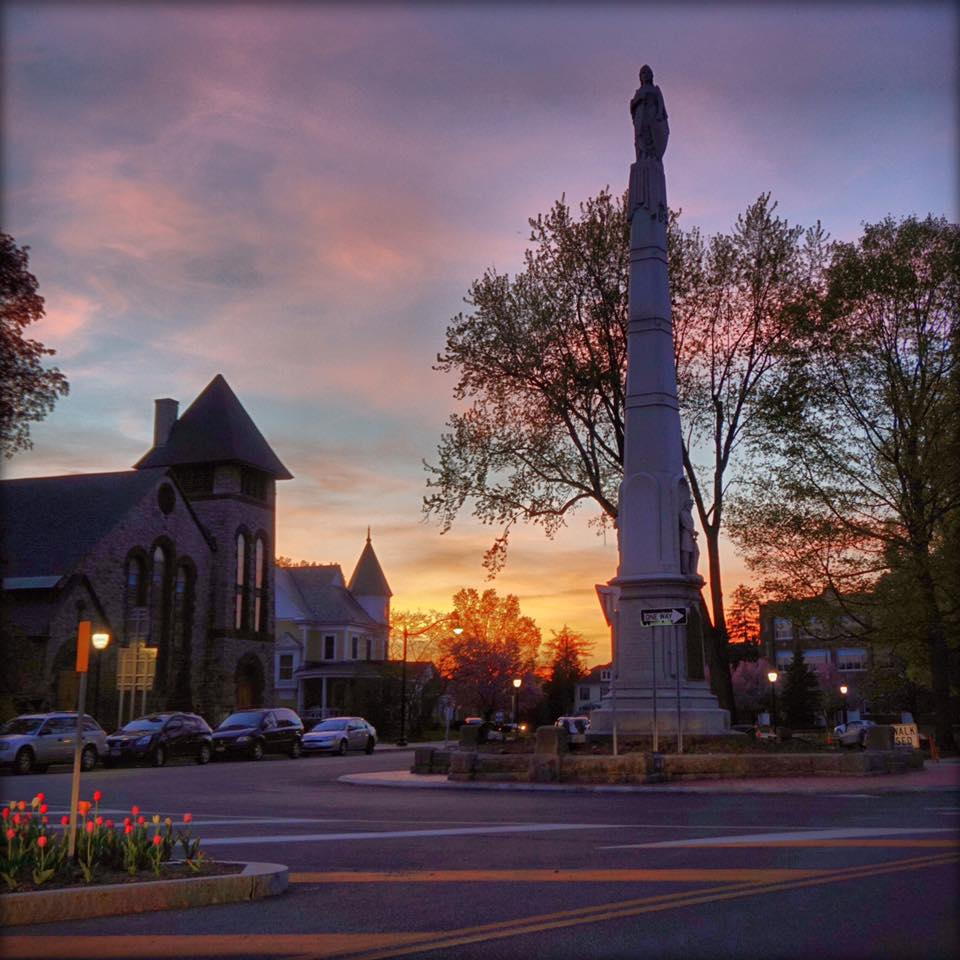
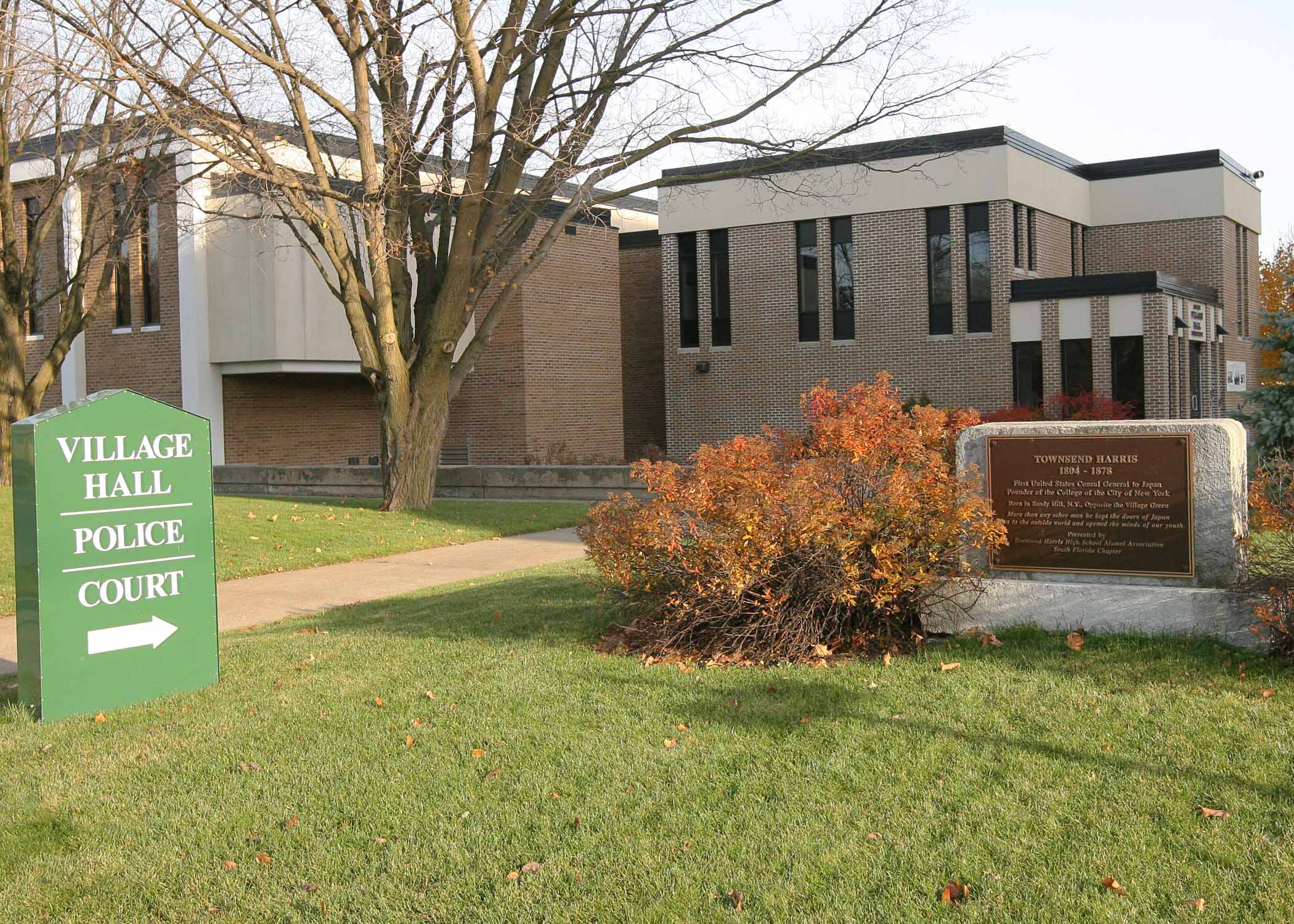
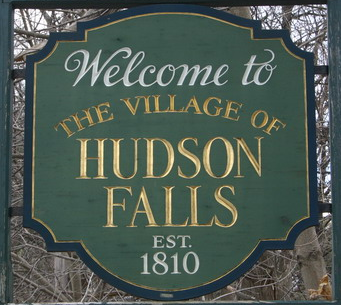

### تعداد عام 2010
بلغ عدد سكان هادسون فالس 7,281 نسمة بحسب تعداد عام 2010، وبلغ عدد الأسر 2,997 أسرة وعدد العائلات 1,801 عائلة مقيمة في القرية. في حين سجلت الكثافة السكانية 1,462 نسمة لكل كيلومتر مربع (3,786.6/ميل2). وبلغ عدد الوحدات السكنية 3,195 وحدة بمتوسط كثافة قدره 641.6 لكل كيلومتر مربع (1,661.7/ميل2).
وتوزع التركيب العرقي للقرية بنسبة 96.43% من البيض و1.14% من الأمريكيين الأفارقة و0.07% من الأمريكيين الأصليين و0.41% من الأمريكيين ذوي الأصول الآسيوية و0.01% من سكان جزر المحيط الهادئ و0.21% من الأعراق الأخرى و1.73% من عرقين مختلطين أو أكثر و1.54% من الهسبانيون أو اللاتينيون من أي عرق.
بلغ عدد الأسر 2,997 أسرة كانت نسبة 32.3% منها لديها أطفال تحت سن الثامنة عشر تعيش معهم، وبلغت نسبة الأزواج القاطنين مع بعضهم البعض 37.1% من أصل المجموع الكلي للأسر، ونسبة 16.9% من الأسر كان لديها معيلات من الإناث دون وجود شريك، بينما كانت نسبة 6.1% من الأسر لديها معيلون من الذكور دون وجود شريكة وكانت نسبة 39.9% من غير العائلات. تألفت نسبة 30.8% من أصل جميع الأسر من عدة أفراد يعيشون في نفس المنزل ونسبة 12% كانت تتألف من شخص يعيش بمفرده يبلغ من العمر 65 عاماً أو أكثر. وبلغ متوسط حجم الأسرة المعيشية 2.41، أما متوسط حجم العائلات فبلغ 2.98.
بلغ العمر الوسطي للسكان 36.6 عاماً. وكانت نسبة 24.1% من القاطنين تحت سن الثامنة عشر، وكانت نسبة 9.2% بين الثامنة عشر والرابعة والعشرين عاماً، ونسبة 28.3% كانت واقعةً في الفئة العمرية ما بين الخامسة والعشرين والرابعة والأربعين عاماً، ونسبة 25.4% كانت ما بين الخامسة والأربعين والرابعة والستين، ونسبة 13% كانت ضمن فئة الخامسة والستين عاماً فما فوق. وتوزع التركيب الجنسي للسكان بنسبة 48% ذكور و52% إناث.

## أعلام
- ويليام ليتل لي
- ناثانييل بيتجر
- أرني ستون
- شون ريان
- ماري واشبورن